# اصطلاح تقني
الاصطلاح التقني (تكنولكت) أو الفني أو العلمي أو الصناعي (اصطلاح أهل الصناعة)  هو الاصطلاح والعرف الخاص الذي يستعمل فيه المصطلح التقني (ترمينوس تكنيكوس) والفني والعلمي والصناعي أي الذي يحدد معناه بالرجوع إلى سياق استعماله واتفاق فئة مخصوصة من الناس على ما أريد به.